# Eurypetalum
Eurypetalum é um género botânico pertencente à família Fabaceae.